# قنبلة بركانية

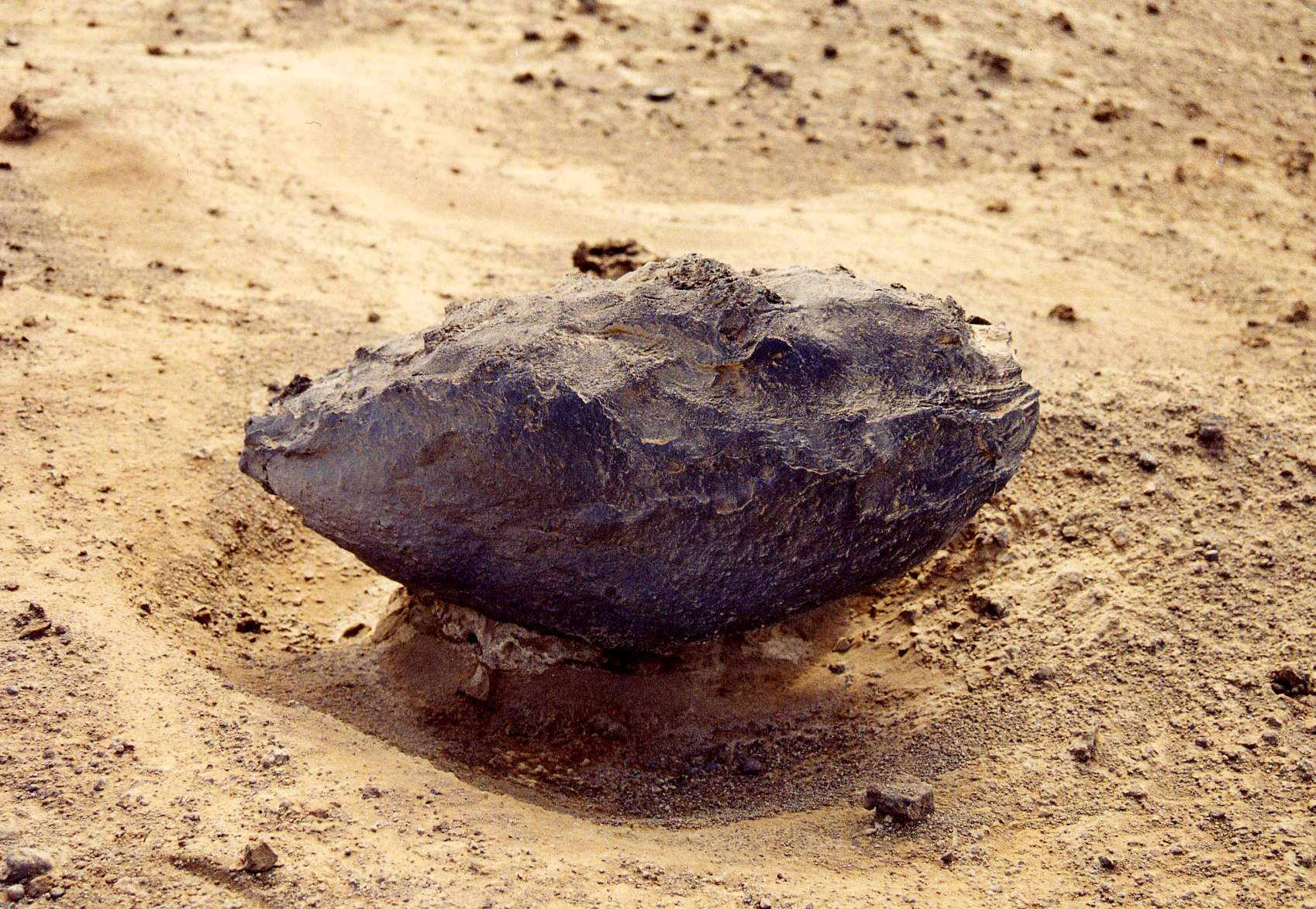
قنبلة لافا، منطقة Azores.

القنابل البركانية تسمى كتلة التفرا المنصهرة بحجم أكبر من 65 سنتيمتر "قنبلة بركانية"، وهي تتكون عندما يقذف البركان الثائر قطعا من اللابة lava ذات لزوجة عالية. وتبرد تلك الكتل وتتصلب قبل ارتطامها بالأرض. وقد تقذف القنبلة هذه لمسافة عدة كيلومترات وأحيانا تكتسب خلال طيرانها في الجو شكلا نابعا عن حركتها الديناميكية الجوية. وقد تكون تلك القنابل كبيرة الحجم بحيث يصل قطرها من 5 إلى 6 أمتار، كما حدث عند إنفجار بركان مونت اسما  باليابان عام 1935. وقد حدث إنفجار بركان جاليراس ب كولومبيا فجأة عام 1993، أدت القنابل البركانية إلى وفاة 6 أشخاص كانوا بالقرب من القمة، وإصابة أناس عديدين بإصابات بالغة. 

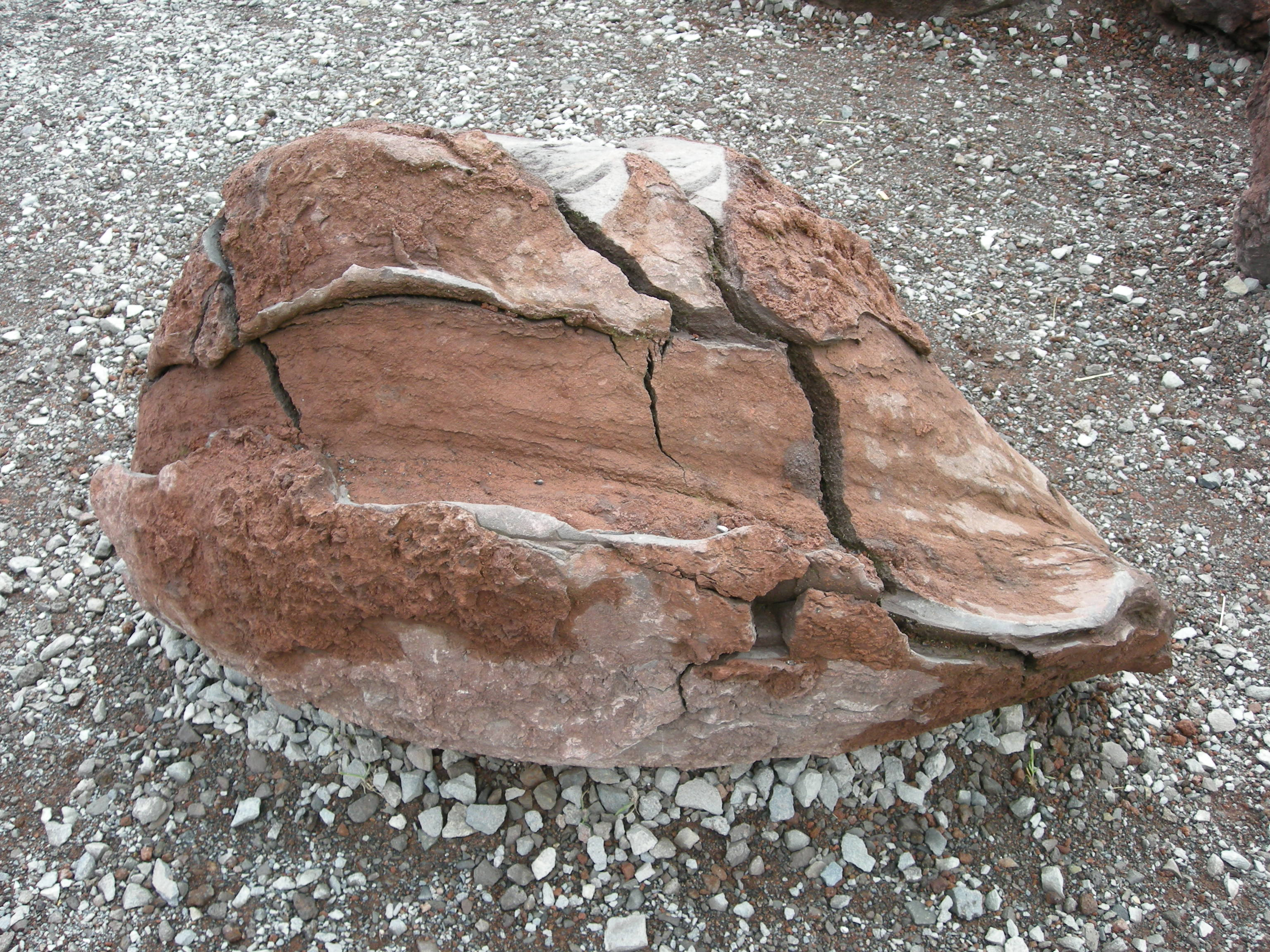
قنبلة بركانية في منطقة فولكانيكا، (Puy-de-Dôme).